# Menschen im Weltraum
Menschen im Weltraum (Originaltitel Men into Space, im Vereinigten Königreich unter dem Alternativtitel Space Challenge ausgestrahlt) ist eine US-amerikanische Science-Fiction-Fernsehserie von 1959/60. Sie war die erste SF-Fernsehserie, die im deutschen Fernsehen ausgestrahlt wurde. Die Erstausstrahlung erfolgte vom 30. September 1959 bis zum 14. September 1960 auf CBS. Sowohl in Westdeutschland als auch im Vereinigten Königreich wurden lediglich 13 der 38 Episoden ausgestrahlt.   

## Handlung
Nachdem der US-amerikanische Astronaut Edward McCauley erfolgreich die erste Mondlandung vollbracht hat, bauen die USA unter seiner Führung eine Mondstation auf und unternehmen auch zwei Versuche, den Mars zu erreichen, die allerdings beide scheitern. Bei einem der Marsflüge retten sie die Besatzung eines sowjetischen Raumschiffs, das eine Havarie hatte. 

## Episodenliste
- 1. Raumflug/1. Start (Moon probe)
- 2. Erste Mondlandung (Landing on the moon)
- 3. Bau einer Raumstation (Building a space station)
- 4. Wasserschild (Water tank rescue)
- 5. Atomrakete (Lost missile)
- 6. Mondbeben (Moonquake)
- 7. Gefährlicher Rückflug (Edge of eternity)
- 8. Neue Rakete – Landung (Burnout)
- 9. Auftanken (Tankers in space)
- 10. Satellit (Sea of stars)
- 11. Schatten auf dem Mond (Shadows on the moon)
- 12. Raketenflug zur Venus (Flash in the sky)
- 13. Rettungsaktion (Emergency Mission)

## Produktionshintergrund
Nach eigener Darstellung warb die Serie mit ihrem Anspruch an eine authentische Darstellung möglicher Raumfahrt in der Nahzukunft. Angeblich wurden die Drehbücher dem American Defence Department vorgelegt und unplausible Passagen gestrichen. 

## Überlieferung
Die Serie wurde von SkaryGuyVideo komplett auf DVD ediert. Ob die deutschen Synchronfassungen noch existieren, ist nicht bekannt. 